# Kokešov
Kokešov je lokalita na území Pardubic.
Kokešov se nachází uprostřed lesa na katastru místní části Pardubic Opočínek u křižovatky silnic I/2 Pardubice - Přelouč a Lány na Důlku - Bezděkov.

## Čivická studánka a kaple Panny Marie
Původně se zde nacházel pouze pramen Lánského potoka tzv. Čivická studánka, a to severně od křižovatky. V roce 1867 zde přenocovali tři slovenští dráteníci a jednomu u nich Juraju Hutarovi se zjevila Panna Marie. Karel Chotek z Chotkova, kterému místní les patřil, nechal pramen upravit a postavit zde Mariánský sloup. Ten byl později přemístěn do prostoru dnešní kaple Panny Marie Bolestné. V roce 1869 zde byla z iniciativy Karla Chotka, který v roce 1868 zemřel, a jeho ženy Marie Sofie Berchtoldové z Uherčic postavena první dřevěná kaple. Místo se stalo poutním. V roce 1995 byla studánka zrekonstruována a v letech 1996 - 1997 zde byla postavena kaple nová zděná, která slouží k občasným bohoslužbám.

## Průmyslový areál
Mezi studánkou a křižovatkou byl v roce 1930 postaven výrobní areál na zpracování zemědělských produktů a výrobu konzerv. Nechal jej postavit statkář z nedalekých Starých Čívic Emanuel Kokeš, po kterém se celá lokalita dnes nazývá. Po znárodnění zde byl zřízen Ústav pro výzkum radiotechniky Opočínek spadající pod Teslu Pardubice. V něm vznikl mj. radiolokátor Tamara. Ústav zanikl po roce 1990 nicméně areál je stále využíván. Kromě dalšího zde funguje sklad Policie České republiky o rozloze 10000 m², který byl v roce 2020 při pandemii covidu-19 využíván jako jeden z centrálních meziskladů zdravotnických pomůcek.

## Pomník Václava Šády
Václav Šáda byl svítkovský starosta, soudní činitel, účastník selské Velké pardubické, kronikář a písmák. Poté, co na Kokešově zahynul na honu zde byl na jeho památku vztyčen křížek. Ten byl později přesunut do svítkovského parku.

## Turistické trasy
Kromě výše uvedených silnic prochází Kokešovem zelená turistická značená trasa 4289 Přelouč - Lány na Důlku a cyklistické trasy 102 a 4127.